# Rotavirus
Genre
Espèces de rang inférieur
- Rotavirus A (RV-A)
- Rotavirus B (RV-B)
- Rotavirus C (RV-C)
- Rotavirus D (RV-D)
- Rotavirus E (RV-E)
- Rotavirus F (RV-F)
- Rotavirus G (RV-G)

Rotavirus est un genre de virus de la famille des Reoviridae. Le virus a été identifié en 1973 par Ruth Bishop à Melbourne.
Les rotavirus sont la première cause de gastro-entérites graves chez les nourrissons et les jeunes enfants dans le monde. Ils semblent (chez la souris au moins) pouvoir infecter les glandes salivaires, la salive devenant alors un agent infectieux ; avec les norovirus, ils causent des gastro-entérites chez environ 300 millions de nouveau-nés et jeunes enfants par an.

## Épidémiologie
Les rotavirus sont la première cause de diarrhée aiguë sévère du jeune enfant dans le monde,. L'OMS coordonne un suivi épidémiologique mondial.
Presque tous les enfants sont infectés par un rotavirus au cours des cinq premières années de leur vie. Cette infection peut rester asymptomatique ou entraîner une gastro-entérite (GEI, gastro-entérite infantile), dont les rotavirus sont la principale cause. L'infection est souvent asymptomatique chez l'adulte.
Environ 500 000 enfants de moins de 5 ans meurent de diarrhée à rotavirus chaque année, à plus de 85 % dans les pays à faible revenu d'Afrique et d'Asie.
Depuis 2001, l’OMS a mis en place un réseau de surveillance des rotavirus (réseaux régionaux de sentinelles en milieu hospitalier dans 35 pays des six régions de l'OMS), qui a montré que près de 40 % des hospitalisations pour diarrhée de l’enfant de moins de 5 ans dans le monde sont dues à des rotavirus (souches G1, G2, G3, G4 et G9 le plus souvent, avec une répartition des souches variant selon les régions), ceci pour 62 584 échantillons de selles analysés. Pour ces mêmes échantillons (non nécessairement représentatifs de la réalité mondiale), pour 4 936 enfants testés positifs au rotavirus de 2001 dans les pays suivis, 325 étaient en Afrique, 388 en Amérique, 323 en Europe, 1 290 en Méditerranée orientale, et 2 610 en Asie du Sud-Est et Pacifique occidental.
Les souches varient selon les pays ou les régions biogéographiques.
Dans les pays industrialisés, les infections à rotavirus représentent 15 à 50 % des cas de gastro-entérites ; bien que ces infections soient parfois sévères, la mortalité associée à celles-ci reste faible.
En France, près de 300 000 épisodes annuels seraient décomptés chez les enfants de moins de cinq ans avec une dizaine de décès. Chaque année, 155 000 consultations en médecine générale, 30 000 recours aux urgences hospitalières et 14 000 hospitalisations sont dues aux Rotavirus[réf. nécessaire]. Son coût annuel est estimé à environ 28 millions d'euros. Lors du pic de l'épidémie hivernale 2005–2006, on estime que 1 850 000 personnes ont consulté leur médecin généraliste en 8 semaines pour une gastro-entérite ; l'incidence a été de 367 cas pour 100 000 habitants (le seuil épidémique étant fixé à 260 cas pour 100 000 habitants).
Il s'agit donc d'un important problème de santé publique. D'autant plus que chaque année, l'épidémie de gastro-entérite à Rotavirus concorde souvent avec les épidémies de bronchiolite et de grippe, pouvant mettre en difficulté les systèmes de soins pédiatriques.
On rencontre des gastro-entérites à Rotavirus lors d'épidémies hivernales, mais il existe également des cas  sporadiques tout au long de l'année.

## Structure
Ce sont des virus non enveloppés de structure icosaédrique et à ARN double brin (bicaténaire). En microscopie électronique, les virions de 60 à 80 nm de diamètre ont l'aspect d'une roue, d'où leur nom. Leur capside est formée de trois couches de protéines.
Leur génome est constitué de onze segments codant douze protéines. Sept groupes antigéniques ont été identifiés. La protéine VP6 de la couche intermédiaire de la capside détermine les sérogroupes, A à G. Trois d'entre eux (A, B et C) infectent les humains, majoritairement le groupe A. Les protéines de la couche externe, VP4 et VP7, induisent quant à elles, la production d'anticorps neutralisants. La couche interne est formée par VP2, et les protéines VP1 et VP3 sont associées au génome.

## Pathogénicité
La voie de transmission est féco-orale directe ou indirecte, essentiellement interhumaine. Le virus est résistant dans le milieu extérieur pendant des mois entre 4 °C à 20 °C.
La dose pathogène est estimée à environ 10 à 100 particules virales. Une personne avec une diarrhée à Rotavirus excrète un grand nombre de virus (108 - 1010 particules/ml de selles) pendant environ une dizaine de jours, les doses infectieuses peuvent rapidement être acquises par les mains contaminées, les objets, les aliments, l'eau). L'excrétion asymptomatique (sans signe clinique) est possible et peut jouer un rôle dans la persistance de cette maladie.
Très résistants au pH acide de l'estomac et aux enzymes digestives (lipases et protéases), ils infectent les cellules épithéliales matures de la muqueuse des villosités de l'intestin grêle (entérocytes). Ils les détruisent partiellement, entraînant un raccourcissement des villosités, laissant la place à des entérocytes immatures avec une diminution de l'activité enzymatique.
Une protéine non structurelle (NSP4) semblerait jouer un rôle dans la pathogénie du virus et pourrait agir comme une véritable entérotoxine virale.
Les virus sont ainsi « absorbés » par les cellules épithéliales digestives par endocytose dans une vésicule appelée endosome. Il semble que les protéines de la couche extérieure (VP7 et VP4) puissent rompre la membrane de l'endosome, créant ainsi un gradient de concentration en calcium. Cela facilite la fragmentation de la protéine VP7, ne laissant autour de l'ARN viral que la couche composée des protéines VP2 et VP6.
L'ARN polymérase va permettre la transcription de l'ARNm viral. Cette action est réalisée de façon plus aisée dans l'enveloppe protéinique du virus car l'environnement aqueux des cellules hôtes ralentit de façon significative le détachement des deux brins d'ARN, phase initiale de la synthèse de l'ARNm).

Le fait que l'ARN viral reste entouré, à ce stade, d'une capside est également utile pour déjouer les réponses immunitaires de l'hôte, réponses déclenchées par la présence d'un double-brin d'ARN.
Au cours de l'infection, le rotavirus va donc produire un ARN messager à la fois pour leur traduction en protéines, mais également pour la réplication de son génome. La plupart des protéines du rotavirus vont s'accumuler dans des structures appelées viroplasmes (structures cytoplasmiques formées au cours de l’infection) où l'ARN est répliqué.
L'infection est immunogène, protégeant d'une nouvelle infestation.
Des encéphalites peuvent compliquer ces gastro-entérites. Leur mécanisme est encore discuté.

## Clinique
Les rotavirus entraînent une gastro-entérite.
Après une période d'incubation allant de quelques heures à quelques jours (en général 24 à 72 heures), des selles fréquentes et liquides apparaissent soudainement.
Le virus pouvant atteindre le foie, ces selles peuvent être claires et accompagnées d'urines foncées.
La fièvre, généralement peu élevée, s'accompagne parfois de vomissements, surtout chez les nourrissons. La guérison complète survient après 4 à 7 jours.
Cependant, une diarrhée sévère sans réhydratation adaptée (en eau et électrolytes par un soluté de réhydratation orale) peut entraîner le décès. L'association à d'autres pathogènes du système digestif peut jouer un rôle dans la sévérité de la maladie.
Les jeunes enfants, les prématurés, les personnes âgées et les sujets immunodéprimés sont particulièrement enclins à développer des symptômes plus sévères.

## Diagnostic

### Culture
La mise en culture du virus (surtout d'origine humaine) est difficile car la multiplication du virus nécessite la présence de trypsine qui est incompatible avec l'utilisation de serum pour la croissance des cellules.

### Immunologie
La recherche d'antigènes viraux se fait le plus souvent par la technique ELISA (de l'anglais « Enzyme-Linked Immuno Sorbent Assay »). La technique de référence consiste à rechercher les particules virales en microscopie électronique mais n'est pas utilisée en pratique routinière de laboratoire.
Le diagnostic sérologique par recherche d'anticorps n'est pas utilisé.

### Méthode moléculaire
Aujourd'hui utilisée en routine, elle consiste en une amplification des acides nucléiques par RT-PCR.

## Facteurs favorisants ou aggravants
Ils sont représentés par :
- une mauvaise hygiène, notamment des mains ;
- la vie en collectivité, qui se combine au premier facteur ;
- l'existence d'une immunodépression.

## Traitement
Il n'existe pas d'agent antiviral spécifique.

Le traitement symptomatique vise à éviter la déshydratation par une réhydratation précoce, le plus souvent orale à l'aide de solutions glycoélectrolytiques.

## Prévention

### Règles d'hygiène
- lavage systématique des mains (après être allé à la selle, après nettoyage des fesses d'un nourrisson, avant de préparer les aliments, avant de manger) et des surfaces souillées
- utilisation de solutions hydroalcooliques.
- utilisation d'eau bouillie pour reconstituer le lait en poudre
- éviter également de partager les verres d’eau ou les couverts à table
- éviter les rapprochements tactiles avec des personnes saines quand on se sait infecté

### Vaccins
Depuis le 28 novembre 2013, le Haut Conseil de la santé publique recommande la vaccination contre les rotavirus des nourrissons âgés de moins de 6 mois selon un schéma vaccinal à 2 doses (2 et 3 mois de vie) pour le vaccin monovalent et à 3 doses (2, 3 et 4 mois de vie) pour le vaccin pentavalent. Cette nouvelle recommandation va à l’encontre des avis publiés par l’organisme indépendant en 2006 et en 2010.
L'évaluation de l'effet de la vaccination dans des pays développés est très encourageante.
Un premier vaccin a été développé en 1983 mais s'est révélé assez peu efficace en pratique courante dans les pays du tiers monde.
Un second vaccin oral anti-rotavirus, le Rotashield, a été breveté en 1991 et homologué en 1998 et a permis l’administration d’environ 1,5 million de doses avant l’interruption de sa commercialisation à la suite d'une recommandation du CDC à Atlanta : quelques cas d’occlusions intestinales fatales par invagination intestinale avaient été associés à la vaccination anti-rotavirus. Ce vaccin a été élaboré à partir d’une souche de rotavirus du singe Rhésus recombinée par co-infection avec trois souches de rotavirus humain. Les rotavirus sélectionnés pour l’élaboration du vaccin possèdent dix gènes du rotavirus de singe rhésus et un gène d’une des trois souches de rotavirus humain codant la protéine VP7. Ce vaccin est efficace contre les trois sérotypes de rotavirus humain.
Depuis 2004, deux nouveaux vaccins (à virus actifs)  sont commercialisés : le Rotateq du laboratoire Merck et le Rotarix du laboratoire GlaxoSmithKline. Administrés par voie orale, ils sont indiqués dans l’immunisation active des nourrissons à partir de six semaines. Le schéma de vaccination comporte :
- soit trois doses (Rotateq) : la première dose peut être administrée à partir de l’âge de six semaines et au plus tard à l’âge de 12 semaines. L’intervalle entre chaque dose doit être d’au moins quatre semaines. Les trois doses doivent de préférence être administrées avant l’âge de 20-22 semaines, mais il est possible de les administrer jusqu'à 32 semaines. Le risque d'invagination intestinal persiste mais est très faible[16].
- soit deux doses (Rotarix) : la première dose peut être administrée à partir de l’âge de six semaines. L’intervalle entre les doses doit être au moins de quatre semaines. Le schéma de vaccination doit préférentiellement être administré avant l’âge de 16 semaines, et doit être terminé avant l’âge de 24 semaines. Ce vaccin comporte un risque très faible d'invagination intestinale, largement inférieur au bénéfice de la vaccination[17].

Ces deux vaccins autorisés et maintenant utilisés en routine dans onze pays (dont l'Australie) ont montré une efficacité de 8 à 98 %, selon les essais faits en Amérique et Europe. Le vaccin semble agir davantage sur la gravité de l'infection que sur son incidence. Dans plusieurs pays pauvres, ils diminuent substantiellement la proportion des diarrhées graves et la mortalité de ces dernières,. La diffusion de ces vaccins dans ce type de pays est cependant potentiellement limitée par son coût important, par la nécessité de préserver la chaîne du froid dans le transport du vaccin et par la fenêtre vaccinale relativement étroite (nourrissons de moins de deux semaines). Les deux vaccins comportent cependant un risque très faible d'occlusion intestinale par invagination intestinale, (un à cinq cas pour 100,000 vaccinations).
Le Rotavac a été développé en Inde et utilisé dans ce pays. Administré en trois injections, il ne semble pas se compliquer d'invagination intestinale.
En France, en 2012, les formules de vaccins contre la gastro-entérite à rotavirus (Rotarix, Rotateq) ne sont pas remboursés par la Sécurité sociale. Depuis le 28 novembre 2013, le Haut Conseil de la santé publique (HCSP) recommande la vaccination contre les rotavirus des nourrissons âgés de moins de six mois selon un schéma vaccinal à deux doses (deux et trois mois de vie) pour le vaccin monovalent et à trois doses (2, 3 et 4 mois de vie) pour le vaccin pentavalent. Cette nouvelle recommandation va à l’encontre des avis publiés par l’organisme indépendant en 2006 et en 2010.
« La notification d’effets indésirables graves y compris ayant pu entraîner la mort » conduit le HCSP à suspendre sa recommandation le 21 avril 2015.
Le CSH, Conseil Supérieur d'Hygiène belge recommandait, en février 2007, la vaccination contre le rotavirus chez tous les nourrissons à partir de l'âge de deux mois ; aucune dose de vaccin ne sera administrée au-delà de l'âge de six mois vu le risque accru d'invagination intestinale observé avec un précédent vaccin contre le rotavirus chez les enfants de plus de six mois. Le vaccin y est remboursé depuis le 1er novembre 2006.
La vaccination contre les gastro-entérites à rotavirus prévue pour les nourrissons de moins de 16 semaines, ne protège pas les autres populations vulnérables : immunodéprimés, personnes âgées, etc.

## Référence biologique
- (en) ICTV : Rotavirus  (consulté le 25 janvier 2021)